# 大安溪大峽谷

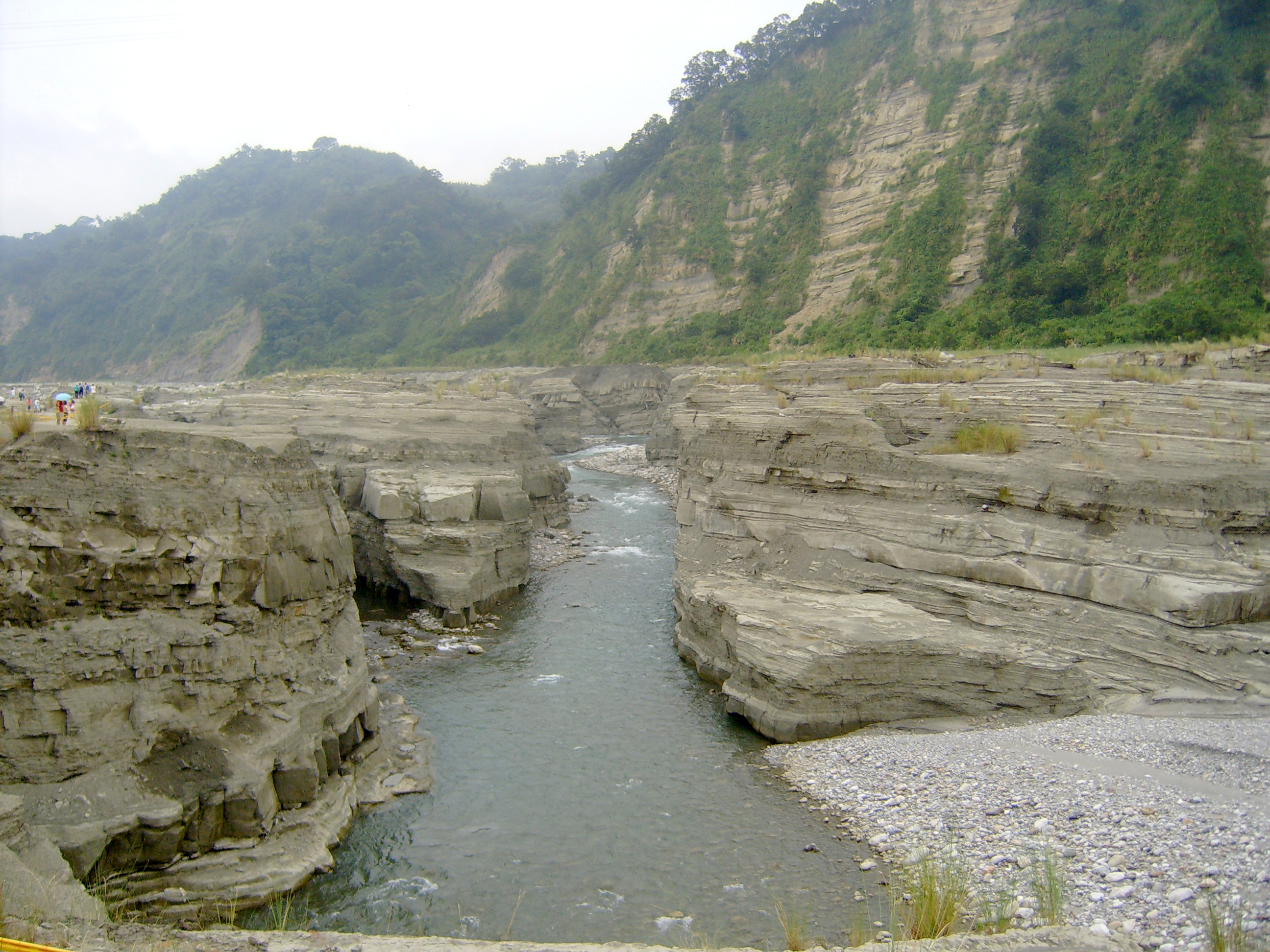
大安溪大峽谷的一隅。

大安溪大峽谷，又稱卓蘭大峽谷，位於臺灣大安溪中游一處景點，外觀呈峽谷地貌，此處恰為苗栗縣卓蘭鎮和臺中市東勢區交界。
1999年發生921大地震，造成地層受到擠壓，加上歷年颱風豪雨沖刷，湍急的水流將地表切成了二半，出現了峽谷景觀。峽谷長約300多公尺，深達十餘公尺，二岸地層裸露，在台灣屬少見。相較於一般峽谷地質為岩石構成，大安溪大峽谷主要由膠結尚不甚密的砂岩和泥岩所構成，土質鬆軟，質地脆弱。
2007年12月，經由釣客與附近居民的訪問，由於他們視之為私房景點，當媒體首次揭露這處峽谷，其反應是擔憂環境遭遊客破壞。
大安溪除了有峽谷景觀之外還有大岩壁、瀑布、沙洲、曲流等地理景觀。